# Diagrama de Williot
O diagrama de Williot é um método gráfico que permite obter um valor aproximado dos deslocamentos duma estrutura provocados por um certo carregamento. O método consiste em, a partir duma representação gráfica duma estrutura, representar os pontos fixos da estrutura como um único vértice de partida e adicionar-lhe sucessivamente os deslocamentos relativos que as tensões nos membros da estrutura provocam.